# Zgliczyn-Glinki
Zgliczyn-Glinki – wieś sołecka  w Polsce położona w województwie mazowieckim, w powiecie mławskim, w gminie Radzanów.
| SIMC    | Nazwa   | Rodzaj    |
| ------- | ------- | --------- |
| 0124400 | Drzazga | część wsi |

Wierni Kościoła rzymskokatolickiego należą do parafii św. Rocha w Radzanowie.
W latach 1975–1998 miejscowość administracyjnie należała do województwa ciechanowskiego.